# 中南米出身者の一覧
中南米出身者を一覧にしたものである。

## グアテマラ
- ラファエル・カレーラ
- フアン・ホセ・アレバロ
- ハコボ・アルベンス・グスマン
- ミゲル・アンヘル・アストゥリアス
- リゴベルタ・メンチュウ

## エルサルバドル
- アグスティン・ファラブンド・マルティ
- オスカル・ロメロ

## ホンジュラス
- フランシスコ・モラサン

## ニカラグア
ニカラグア人の一覧
- ルベン・ダリオ
- アウグスト・セサル・サンディーノ
- デニス・マルティネス
- カルロス・フォンセカ
- ダニエル・オルテガ
- ミゲル・デスコト
- エルネスト・カルデナル

## コスタリカ
- フアン・サンタマリーア
- ホセ・フィゲーレス・フェレール
- オスカル・アリアス・サンチェス

## パナマ共和国
- ロベルト・デュラン
- フリオ・ズレータ
- フェルナンド・セギノール
- オマール・トリホス
- マヌエル・ノリエガ
- マルティン・トリホス

北中米カリブ海諸国のサッカー選手一覧

## キューバ
キューバ人の一覧
- ホセ・マルティ
- フィデル・カストロ
- ラウル・カストロ
- アレホ・カルペンティエル
- ホセ・ラウル・カパブランカ

## ジャマイカ
ジャマイカ人の一覧

## ハイチ
ハイチ人の一覧
- トゥーサン・ルーヴェルチュール
- ジャン＝ジャック・デサリーヌ
- アレクサンドル・ペション

## ドミニカ共和国
ドミニカ共和国の人物一覧

## アメリカ領の中米

### プエルトリコ
- ロベルト・アロマー
- バーニー・ウィリアムズ
- ロベルト・クレメンテ
- オーランド・セペダ
- カルロス・デルガド

### アメリカ領ヴァージン諸島
- ティム・ダンカン
- ラジャ・ベル

## イギリス領の中米
- イギリス領ヴァージン諸島
- アンギラ（イギリス領）
- モントセラト（イギリス領）
- タークス諸島(イギリス領)
- カイコス諸島(イギリス領)
- ケイマン諸島（イギリス領）

## フランス領の小アンティル諸島
- グアドループ(フランス領・海外県)
  - サン＝ジョン・ペルス
  - マリーズ・コンデ
- マルティニーク（フランス領・海外県）
  - ジョゼフィーヌ・ド・ボーアルネ
  - エメ・セゼール
  - フランツ・ファノン
  - エドゥアール・グリッサン
  - パトリック・シャモワゾー

## オランダ領の中米
- アルバ（オランダ領）
- オランダ領アンティル

## コロンビア
- アントニオ・ナリーニョ
- ホルヘ・エリエセル・ガイタン
- グスタボ・ロハス・ピニージャ
- ガブリエル・ガルシア＝マルケス
- シルビア・コルソ
- シャキーラ
- フアネス
- ファン・パブロ・モントーヤ

## アルゼンチン
- パブロ・アイマール
- ロベルト・アボンダンシェリ
- マルタ・アルゲリッチ
- パブロ・アルベルト・ウッセイ
- カルロス・クライバー
- エルナン・クレスポ
- シルビオ・ゲゼル
- チェ・ゲバラ
- マリオ・ケンペ
- オマール・シボリ
- ディエゴ・シメオネ
- ギジェルモ・スタービレ
- アルフレッド・ディ・ステファノ
- ガブリエル・バティストゥータ
- ダニエル・バレンボイム
- アストル・ピアソラ
- アルベルト・ヒナステラ
- ファン・マヌエル・ファンジ
- ルーチョ・フォンタナ
- フアン・セバスティアン・ベロン
- エバ・ペロン
- フアン・ペロン
- ディエゴ・マラドーナ
  - ディエゴ・マラドーナ・ジュニア
- Category:アルゼンチンの作家
- Category:アルゼンチンのサッカー選手

## ウルグアイ
ウルグアイ人の一覧
- ホセ・アルティーガス（英語版）
- ホセ・バッジェ・イ・オルドーニェス
- バルトロメ・イダルゴ（スペイン語版）
- フアナ・デ・イバルボウロウ
- ホセ・エンリケ・ロドー
- フランシスコ・カナロ
- カルロス・ガルデル
- フアン・カルロス・オネッティ
- エドゥアルド・ガレアーノ
- フアン・マヌエル・ブラネス
- ラウル・センディク
- ホルヘ・ドレクスレル
- ホアキン・トーレス・ガルシア
- ウーゴ・ファットルーソ
- エドゥアルド・マテオ
- ルベン・ラダ
- フアン・パブロ・レベージャ

## チリ
チリ人の一覧
- ラウタロ
- カウポリカン
- ホセ・ミゲル・カレーラ
- マヌエル・ロドリゲス
- ベルナルド・オイギンス
- ホセ・ドノソ
- ガブリエラ・ミストラル
- パブロ・ネルーダ
- ラモン・ビナイ
- ビオレータ・パラ
- ビクトル・ハラ
- ミゲル・リティン
- サルバドール・アジェンデ

## パラグアイ
パラグアイ人の一覧
- ホセ・ガスパル・ロドリゲス・デ・フランシア
- フランシスコ・ソラーノ・ロペス
- フェリックス・ペレス・カルドーソ
- アパリシオ・ゴンサレス
- アウグスト・ロア・バストス
- アルフレド・ストロエスネル

## ブラジル
ブラジル人の一覧
- パルマーレスのズンビ
- チラデンチス
- ルイス・カルロス・プレステス
- ジェトゥリオ・ドルネレス・ヴァルガス
- エイトル・ヴィラ＝ロボス
- ジルベルト・フレイレ
- フェルナンド・エンリケ・カルドーゾ
- テオトニオ・ドス・サントス
- マシャード・デ・アシス
- ジョルジェ・アマード
- ピシンギーニャ
- カルトーラ
- ヴィニシウス・ヂ・モライス

## ベネズエラ
ベネズエラ人の一覧
- フランシスコ・デ・ミランダ
- シモン・ロドリゲス
- シモン・ボリーバル
- アントニオ・ホセ・デ・スクレ
- テレサ・カレーニョ
- アルトゥーロ・ウスラール・ピエトリ
- アントニオ・グスマン・ブランコ
- シプリアーノ・カストロ
- フアン・ビセンテ・ゴメス
- ロムロ・ガジェーゴス
- ロムロ・ベタンクール
- ウーゴ・ディアス
- シモン・ディアス
- セシリア・トッド
- バルフ・ベナセラフ
- 遠藤玲子
- ウゴ・チャベス

## ペルー
ペルー人の一覧

## ボリビア
- ペドロ・ドミンゴ・ムリーリョ
- アンドレス・デ・サンタ・クルス
- ビクトル・パス・エステンソロ
- アルシデス・アルゲダス
- カルロス・メサ
- エボ・モラレス
- ホルヘ・サンヒネス
- ペドロ・シモセ
- フレディ・マエムラ

## その他
フォークランド諸島・南ジョージア島・南サンドイッチ諸島・フランス領ギアナ